# Бероген Ларен
Бероген Ларен (фр. Berrogain-Laruns) насеље је и општина у југозападној Француској у региону Аквитанија, у департману Атлантски Пиринеји која припада префектури Олорон Сен Мари.
По подацима из 2011. године у општини је живело 126 становника, а густина насељености је износила 47,01 становника/km². Општина се простире на површини од 3 km². Налази се на средњој надморској висини од 233 метара (максималној 290 m, а минималној 117 m).

## Демографија
| 1962. | 1968. | 1975. | 1982. | 1990. | 1999. | 2011. |
| ----- | ----- | ----- | ----- | ----- | ----- | ----- |
| 126   | 116   | 139   | 128   | 142   | 136   | 126   |

График промене броја становника у току последњих година